# 錫達縣 (內布拉斯加州)
錫達縣（英語：Cedar County）是美國內布拉斯加州北部的一個縣，北隔密蘇里河與南達科他州相望。面積1,932平方公里。根據美國2000年人口普查，共有人口9,615人。縣治哈廷頓 (Hartington)。
成立於1857年2月12日。縣名來自當地的雪松。